# Меньшиков, Виктор Константинович
Виктор Константинович Меньшиков (30 декабря 1874 (11 января 1875), Казанская губерния — 22 февраля 1945, Казань) — русский врач-педиатр, профессор.

## Биография
Родился 30 декабря 1874 (11 января 1875) года в селе Знаменское-Пановка (Лаишевский уезд) в семье священника; в 1885 году он окончил сельскую земскую школу и поступил во Вторую Казанскую мужскую гимназию, из которой выпустился в 1893. Получив среднее образование он стал студентом медицинского факультета Императорского Казанского университета: завершил высшее образование в 1898 году (с отличием), получив степень лекаря. В студенческие годы — начиная с третьего курса — в период каникул работал на малой родине в местной земской больнице.
В 1899 году Виктор Меньшиков стал сверхштатным ординатором детской клиники, которую в тот период возглавлял профессор Пётр Аргутинский-Долгоруков. Летом, находясь в отпуске, Меньшиков заведовал Верхницинской больницей, относившейся к Ирбитскому земству Пермской губернии: там он заменял местного врача, заболевшего сыпным тифом. Меньшиков принял участие в борьбе с эпидемией тифа в губернии: так по его инициативе на средства земства в районе эпидемии была создана временная больница, а в селениях, пораженных эпидемией, стали создавать пункты питания для голодавшего населения. За свою успешную борьбу он получил благодарность от местного земства.
В 1900 году Виктор Меньшиков стал штатным ординатором клиники; в 1902 он получил пост лаборанта детской клиники при Казанском университете. Летом того же года он на свои средства совершил поездку в Москве, где в детской больнице Святого Владимира ознакомился с техникой интубации трахеи, применявшейся при дифтерийном крупе. В том же, 1902, году он избрался ассистентом казанской клиники.
Летом следующего года Меньшиков был направлен с научную командировку в Европу: в рамках поездки он ознакомился с работой детских больниц в Берлине и Вене. Так в венской клинике Эшериха он смог изучить метод серотерапии скарлатины, работая под руководством доктора Мозера, предложившего данным метод лечения. После возвращения в Казань, Меньшиков стал первым врачом в Российской империи, которому удалось успешно применить данный метод. Работая под руководством профессора Ивана Савченко в Казанском бактериологическом институте, Меньшиков принял участие в организации производства сыворотки, применявшейся для борьбы со скарлатиной. В результате, им была опубликована статья, вышедшая в 16-м номере газеты «Русский врач» за 1905 год.
Летом 1906 года, в 1907 году — а затем снова в 1910—1911 годах — Виктор Меньшиков побывал в Германской империи и Австро-Венгрии, где ознакомился с новейшими для того времени методами исследования и лечения детских заболеваний. Так в Венском серотерапевтическом институте им было проведено исследование, которое подтвердило специфичность Bordetella pertussis в этиологии детского коклюша. Кроме того Меньшиков познакомился с применением сывороточной терапии при цереброспинальном менингите, с методами лечения детского туберкулеза и с радиодиагностикой туберкулеза на начальных стадиях заболевания. Помимо этого он познакомился и с несколькими методами искусственного вскармливания младенцев.
В Страсбурге Меньшиков обучался у профессора В. Черни (V. Czerny), специализировавшегося в диететике детского возраста. В 1906 году Меньшиков защитил диссертацию на соискание ученой степени доктора медицины — на тему «К бактериологии кори»; в данной работе, основываясь на клиническом материале, полученном во время работы в клинике, он описал особую форму диплострептококка, играющего значимую роль в развитии осложнений кори. В следующем году он стал приват-доцентом кафедры детских болезней; также читал курс детских болезней в повивальном институте, относившемся к акушерской клинике университета. В 1909 году стал одним из организаторов Общества борьбы с детской смертностью в Казани.
С октября 1911 года Виктор Меньшиков являлся заведующим детской клиникой: он читал курс по диететике детского возраста и детским болезням. В следующем году, на Первом Всероссийском съезде детских врачей, проходившем в Санкт-Петербурге, он выступил с докладом «Диетическое лечение расстройств питания в грудном возрасте». В том же году он стал экстраординарным профессором на университетской кафедре детских болезней. Летом 1913 года и в 1914 году он вновь был командирован в научную поездку в Берлин, где продолжил работать с Черни. В 1914 году имел чин коллежский советник. 
Во время Первой мировой войны Меньшиков работал в госпиталях Красного Креста. В годы Гражданской войны, осенью 1918, он был эвакуирован из Казани в Томск, где был прикомандирован к местному университету. С 1919 года являлся приват-доцентом на кафедры детских болезней Томского университета: читал студентам обязательный курс по детским болезням. В конце лета переехал в Иркутск, где стал участником организации Иркутского университета — его медицинского факультета. В 1920 году на базе Ивано-Матренинской (Иркутской) детской больницы основал кафедру детских болезней — и стал директором нового учреждения. В том же году вернулся в Казань, где до конца жизни заведовал кафедрой детских болезней. В период с 1921 по 1922 год являлся также заместителем декана медицинского факультета. В 1927 году на Четвертом съезде детских врачей, проходившем в Москве, выступил с докладом «Питание при острых инфекциях». В 1945 году получил звание «Заслуженный деятель науки ТАССР» — в том же году его имя было присвоено детской клинике при Казанском медицинском институте.

## Работы
В 1909 году — во время эпидемии коклюша — Меньшиков провел бактериологическое исследования у неполной сотне больных: результаты были им опубликованы в том же году в газете «Русский врач». Ряд исследований был посвящен вопросам диетологии и расстройств питания у младенцев: Меньшиков занимался как изучением, так и внедрением в практику масляно-мучных и молочнокислых детских смесей. Всего он опубликовал свыше тридцати печатных работ:
- К этиологии идиопатических заднеглоточных нарывов / [Соч.] Ассист. Клиники В. К. Меньшикова; Из Отд-ния проф. И. Г. Савченко в Казанск. бактериол. ин-те и из Казанск. детск. клиники проф. П. М. Аргутинского-Долгорукого. — [Санкт-Петербург] : тип. Я. Трей, ценз. 1905. — 5 с.
- К бактериологии кори / В. К. Меньшиков; Из Отд-ния проф. И. Г. Савченко в Казан. бактериол. ин-те и из Казан. дет. клиники проф. П. М. Аргутинского-Долгорукова. — Казань : типо-лит. Имп. ун-та, 1906. — [2], 170 с.

## Архивные источники
- Российский государственный исторический архив (РГИА). Ф. 733. Оп. 155. Д. 112;
- Государственный архив Томской области (ГАТО). Ф. Р-815. Оп. 1. Д. 23;